# Ruine Straubenhardt
Die Ruine Straubenhardt, auch Strubenhardt genannt, ist eine abgegangene Niederungsburg etwa 15 Kilometer südlich von Pforzheim bei Dennach, einer Teilgemeinde Neuenbürgs, im Enzkreis in Baden-Württemberg. Die damalige Demarkationslinie zwischen Baden und Württemberg verlief unweit der Burg.

## Geschichte
Die Herren von Straubenhardt wurden 1090 in Akten des Klosters Hirsau und in der Stiftungsurkunde des Klosters Herrenalb 1148 erwähnt. Das Geschlecht stammt vermutlich aus dem Kraichgau. Die Burg wurde vermutlich im 11. Jahrhundert von Gräfenhausen, dem heutigen Teilort von Birkenfeld, aus angelegt. Sie wurde später ausgebaut und war als Ganerbenburg gemeinsamer Besitz der Herren von Straubenhardt und der mit diesen verschwägerten Herren von Schmalenstein.
Der württembergische Graf Eberhard II. entkam 1367 im Nahe gelegenen Wildbad (Teinach oder Wildbad) nur knapp einem Überfall des Ritterbunds der Martinsvögel, der durch den Grafen Wolf von Eberstein angeführt wurde und dem die Herren von Schmalenstein ebenfalls angehörten. Als Folge des Überfalls ließ Eberhard die Burg 1384 zerstören.
Noch heute deuten zerstreute Mauersteine und eine auffällige Topographie auf die ehemalige Burg hin.
Am 1. Dezember 1973 wurde die aus den ehemaligen Gemeinden Conweiler, Feldrennach, Langenalb, Ottenhausen und Schwann neu gegründete Gemeinde Straubenhardt nach der ehemaligen Burg und Adelsfamilie benannt.

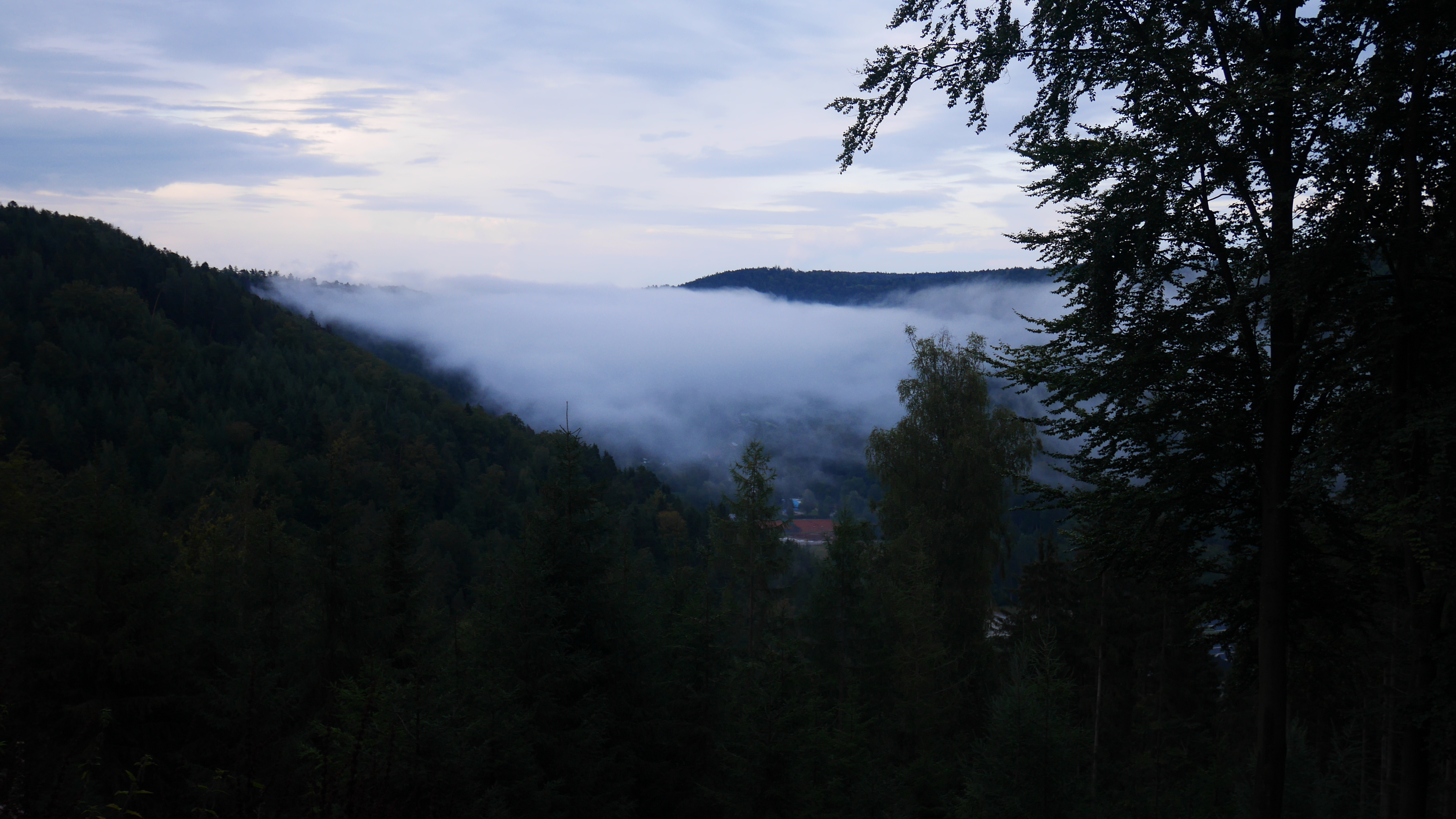
Unterhalb Burg Straubenhardt Blick auf Neuenbürg Enztal